# Народно-социалистическое движение Германии / Партия труда
Народно-социалистическое движение Германии/Партия труда (нем. Volkssozialistischen Bewegung Deutschlands/Partei der Arbeit, VSBD/PdA, чаще — VSBD) — западногерманская радикальная неонацистская группировка. Создана Фридхельмом Буссе в 1971 году. Состояла в основном из ультраправой молодёжи. Придерживалась идеологии штрассеризма. Совершила ряд насильственных акций, запрещена как антиконституционная в 1982 году.

## Предыстория
В конце 1960-х — начале 1970-х власти ФРГ запретили деятельность нескольких ультраправых организаций, в том числе Немецкого социального действия и Европейского фронта освобождения. Национал-демократическая партия Германии (NPD) — крупнейшая политическая структура западногерманских крайне правых — старалась избегать экстремизма в риторике и практике, дистанцировалась от нацистской традиции.
Радикальные неонацисты искали новые организационно-политические формы. Была создана Акция сопротивления (AW), организовавшая серию уличных беспорядков и нападений — в частности, протесты против визита в ФРГ премьер-министра ГДР Вилли Штофа и атаку на посольство СССР в Бонне. После этого AW также была запрещена, её активист Фридхельм Буссе исключён из NPD.

## Идеология
Новая организация была учреждена собранием в городе Крефельд 17 июня 1971 года. Первоначально она получила название Партия труда/Немецкие социалисты (Partei der Arbeit/Deutsche Sozialisten), переименована в VSBD в 1975. Учредителями выступили 40 ультраправых радикалов во главе с Фридхельмом Буссе, Дерком Швартледером, Уве Клаасом и Петером Вайнманом (все четверо — бывшие функционеры NPD, исключённые за экстремизм). Численность VSBD достигала примерно 200 человек (лидеры организации говорили о тысяче членов).
В теории и практике VSBD противопоставлялась NPD с её «умеренностью», законопослушностью и «буржуазной респектабельностью». Идеология была близка к штрассеризму, в названии не случайно подчёркивалась социалистическая и лейбористская составляющая. Столь же важное место занимали национализм, ксенофобия, антикоммунизм и антисоветизм. Доктрина прямого действия была рассчитана на привлечение радикальной молодёжи. В наследии НСДАП и Третьего рейха выделялась традиция СА.
Главным идеологом организации выступал Буссе. В систему ценностей входили кровь и почва, честь и верность, нация и труд. К врагам причислялись СССР, ГДР, марксисты, большевики (коммунисты), евреи, гастарбайтеры, а также «клерикал-фашисты» (этот термин обозначал представителей правоконсервативных сил, враждебных национал-социализму) и западногерманское государство (как «антинациональная» сила).
Организация уделяла внимание и международным проблемам. Редактор печатного органа VSBD Der Bayrische Löwe (Баварский лев) Курт Вольфграм в своих статьях выражал возмущение тем, что американские, британские и французские войска находятся в Германии вместо того, чтобы дать отпор советской интервенции в Афганистане. Активист неонацистского студенческого движения Бернхард Паули называл территориальные итоги Второй мировой войны «большевистским насилием», которое немцы не должны признавать. Он отрицал границу по Одеру — Нейсе, требовал возврата Восточной Пруссии и Балтийского Поморья.
Эмблемой VSBD был нацистский орёл с кельтским крестом, Молодёжный фронт организации (Junge Front, JF) использовал в качестве символа вольфсангель.

## Действия

### Акции
Активные действия VSBD сводились в основном к уличным нападениям на марксистов, левых активистов и иностранцев, публичным неонацистским демонстрациям. Наиболее активные группы действовали в Западном Берлине, Мюнхене, Франкфурте, городах Баден-Вюртемберга, Северного Рейна — Вестфалии и Нижней Саксонии. Боевики VSBD сотрудничали с Военно-спортивной группой Гофмана (в ряде случаев членство было двойным), Викингюгендом, Новым правым действием, с 1979 — со Свободной немецкой рабочей партией.
В 1978 году VSBD участвовало в мюнхенских муниципальных выборах, но кандидат в обер-бургомистры Альфред Нуссер получил лишь 89 голосов.

### Криминал
24 декабря 1980 года 23-летний активист VSBD Франк Шуберт (считавшийся «правой рукой» Буссе), пробираясь из Швейцарии с оружием и оснащением для организации, вступил в перестрелку с пограничным патрулём, убил двух человек и покончил с собой. Фридхельм Буссе назвал Шуберта «прекрасным юношей» и требовал для него почётных похорон.

Шуберт являлся членом «Народно-социалистского движения», которое во время последних выборов в бундестаг было допущено к участию в избирательной кампании в качестве партии и поддерживает с заграницей «весьма активные контакты». Порой Шуберт вступал в конфликт с зарубежными органами безопасности, как было, например, в Париже, где он появился с нацистскими символами; он поддерживал связи с неонацистами на Ближнем Востоке, входящими в «нацистскую группу Мюллера», а для франкфуртского «Союза помощи политическим заключенным — немцам и их родственникам» организовал, по данным полиции, доставку оружия из Швейцарии. (Из статьи в журнале «Шпигель», Гамбург)

Осенью 1981 года боевики VSBD вместе с французскими единомышленниками запланировали ограбление государственного банка в Реннероде. На захваченные средства предполагалось, в частности, возобновить издание Völkischer Beobachter Замысел стал известен полиции. 20 октября 1981 в Мюнхене произошла перестрелка боевиков с полицейскими. Двое членов VSBD, в том числе Курт Вольфграм, были убиты, трое арестованы.

## Запрет
«Дело Шуберта» и «Мюнхенское дело» показали криминально-террористический потенциал VSBD. Была произведена серия полицейских проверок, обысков и задержаний. 14 января 1982 года VSBD и JM были запрещены приказом МВД ФРГ.
Вскоре после запрета оставшиеся на свободе активисты распущенной VSBD учредили в Мюнхене Национальный фронт/Союз социал-революционных националистов (NF/BSN). Эта организация повторила штрассеристские установки VSBD. В 1985 году Бернхард Паули преобразовал NF/BSN в Националистический фронт (NF), претендовавший на статус федеральной политической партии.
Фридхельм Буссе дважды — в 1983 и 2002 — приговаривался к лишению свободы и отбывал тюремное заключение. В конце 1980-х — начале 1990-х возглавлял Свободную немецкую рабочую партию. Играл видную роль в движении Свободные товарищества. Он оставался активным неонацистским политиком до своей смерти в 2008 году.